# Onze-Lieve-Vrouwekapel (Ranst)
De Onze-Lieve-Vrouwekapel is een kerkgebouw in Ranst in de provincie Antwerpen in België. De kapel staat op de hoek van de Veldstraat en Broechemlei.
De kapel is een eenbeukig neogotische kapel in baksteen gewijd aan Onze-Lieve-Vrouw.

## Geschiedenis
Eind 19de eeuw werd de kapel opgericht ter nagedachtenis van Gustave die op 9 september 1886 overleed in Parijs. Gustave was de broer van Alfred Gerardus Marie baron de Terwagne, de eigenaar van het nabij gelegen kasteel Doggenhout. In de kapel zijn nog vier wapenschilden te zien die herinneren aan de toenmalige bewoners van het kasteel.
De kapel werd gebouwd als rustaltaar voor de processies. Het altaar wordt gescheiden van de zitplaatsen door een smeedijzeren hek waar in het midden een feniks op staat.

## Afbeeldingen

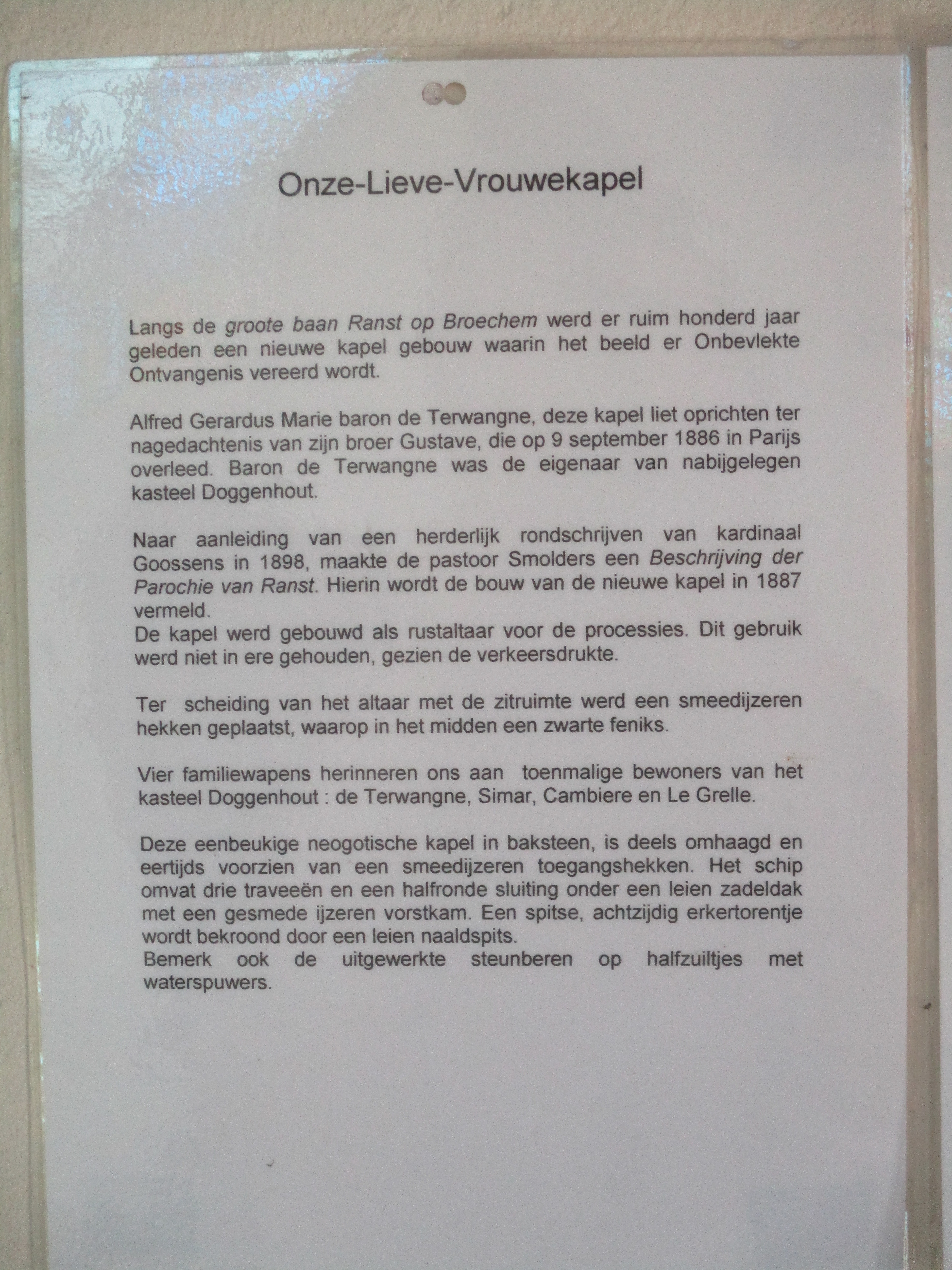
Fiche met info over de kapel
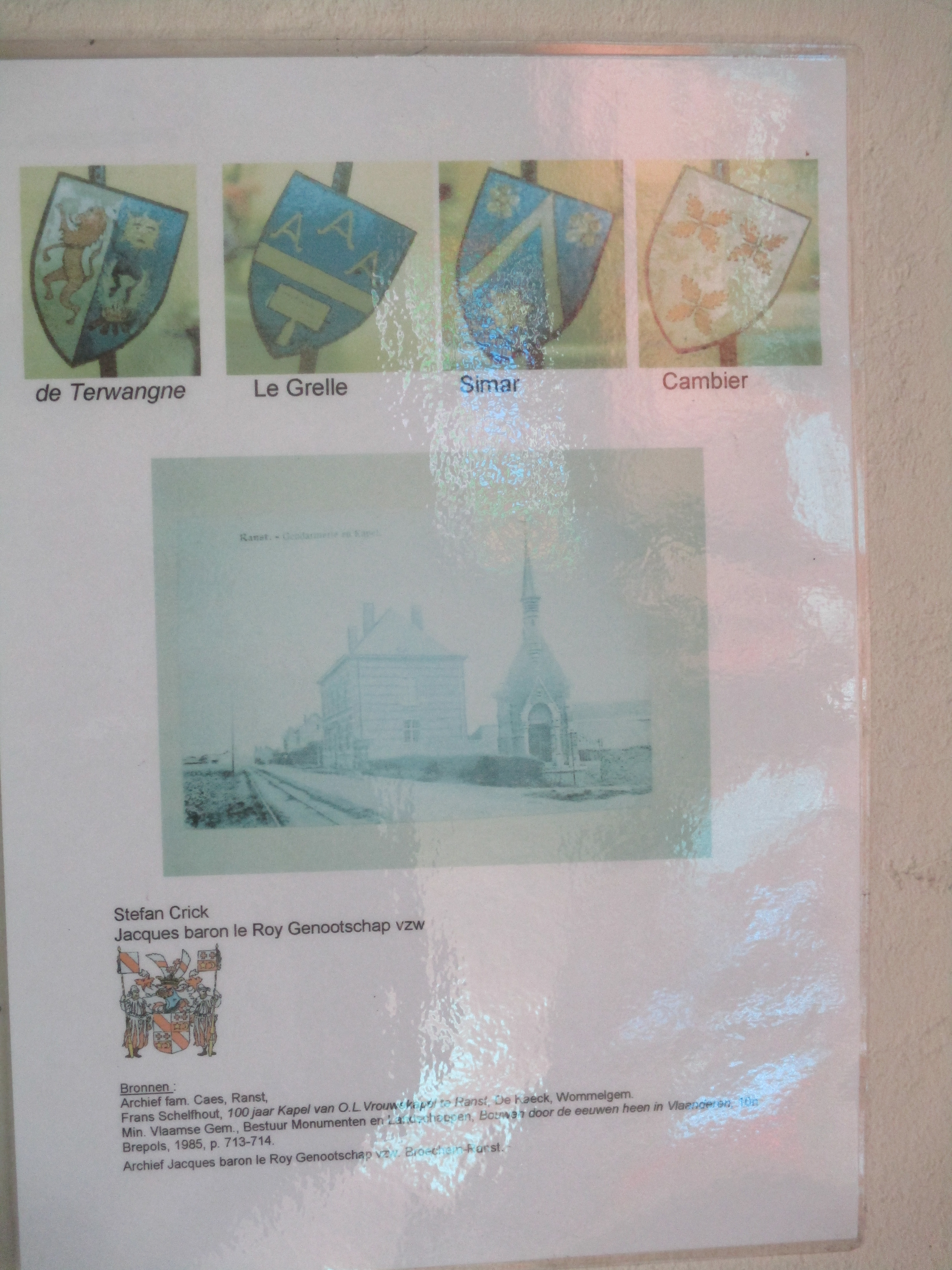
Fiche met info over de wapenschilden in de kapel